# آل بيرد
آل بيرد (بالإنجليزية: Al Beard)‏ مواليد 27 أبريل 1942 في فورت فالي، هو لاعب كرة سلة أمريكي سابق. بدأ مسيرته الاحترافية في سنة 1967. يبلغ طوله 6 قدم 9 بوصة (2.1 م). اعتزل اللعب في 1968. لعب مع بروكلين نتس في الدوري الأمريكي لكرة السلة للمحترفين.

## روابط خارجية
- آل بيرد على موقع سبورتس رفرنس (الإنجليزية)
- آل بيرد على موقع بروبوليرز (الإنجليزية)